# Plectrosternus rufus
Plectrosternus rufus là một loài bọ cánh cứng trong họ Elateridae. Loài này được Lacordaire miêu tả khoa học năm 1857.